# اس‌ام یوبی-۱۲۵
اس‌ام یوبی-۱۲۵ (به انگلیسی: SM UB-125) یک زیردریایی بود که طول آن ۵۵٫۸۵ متر (۱۸۳٫۲ فوت) بود. این زیردریایی در سال ۱۹۱۸ ساخته شد.